# Naftalan

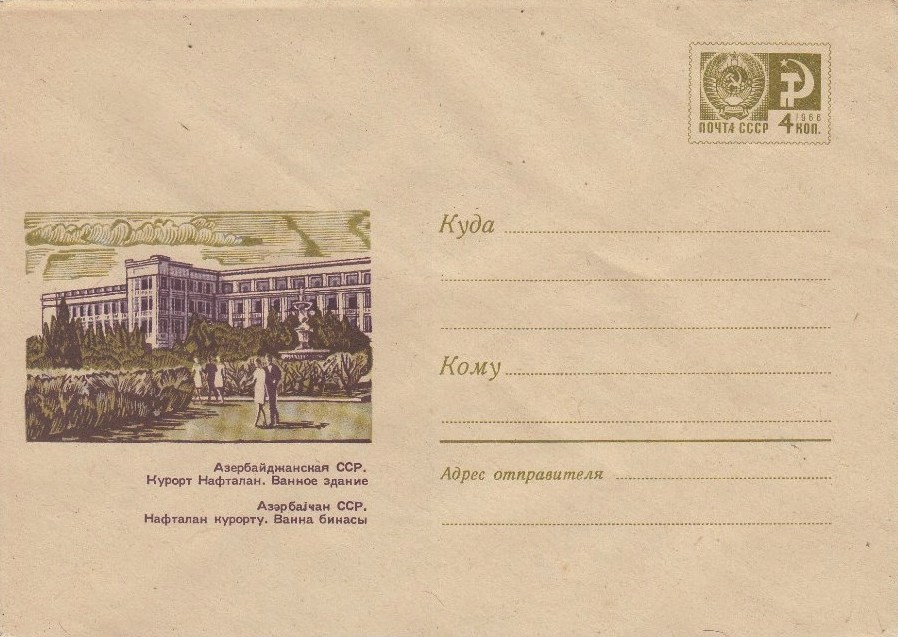
Heilbad in Naftalan, Postkarte von 1969.

Naftalan ist eine Stadt mit Bezirksstatus im Westen von Aserbaidschan nahe dem Kleinen Kaukasus. Die Stadt liegt südlich des Rayons Goranboy und hat 10.300 Einwohner (Stand: 2021). 2014 betrug die Einwohnerzahl 9.500.
Der Name der Stadt leitet sich von dem griechischen Wort naphta für Öl und dem Aserbaidschanischen -alan, „nehmen“, ab. In der Region gibt es reiche Erdölvorkommen. 
Zurzeit leben in der Stadt und der Umgebung wegen des Bergkarabachkonflikts zahlreiche Flüchtlinge aus dem angrenzenden Bergkarabach.

## Ölbäder
In der Region gibt es zahlreiche Bäder, in denen in Erdöl gebadet werden kann. Diesem Öl wird eine stoffwechselanregende und desinfizierende Wirkung zugeschrieben. Wissenschaftler kritisieren jedoch, dass verschiedene Inhaltsstoffe des Erdöls als krebserregend gelten. Mit bis zu 50 % ist das zu den PAK zählende Naphthalin der bedeutendste Inhaltsstoff. Auch das Öl trägt den Namen Naftalan. 
Die Region war bereits im 12. Jahrhundert für die dortigen Ölbäder bekannt, in denen zu medizinischen Zwecken gebadet wurde. Das Öl aus Naftalan gelangte bereits zu dieser Zeit über Karawanen in viele Länder des Nahen Ostens und Reisende aus der Türkei, Persien, Afghanistan und anderen Ländern kamen, um die Bäder zu besuchen Auch Marco Polo schrieb über die Ölbäder. 
Seit Ende des 19. Jahrhunderts wurde das Öl als Medikament wiederentdeckt und vom deutschen Chemiker E. Jäger exportiert. Die aserbaidschanischen Wissenschaftler Yusif Mammadaliyev und Ali Guliyev erforschten die Wirkung und Bestandteile des Öls. Nach denen von ihnen entdeckten Prinzipien begann man, das Öl weiterzuverarbeiten. Ahad Hasanov begann mit der Verabreichung von sogenanntem Kerato-Naftalan an Patienten. Zur Sowjetzeit war die Stadt bekannt für ihre Heilbäder. Im Jahre 1980 kamen 75.000 Besucher.
Heute besteht in der Stadt ein Heilungszentrum, in dem Haut- und Knochenerkrankungen mithilfe des Öls behandelt werden.